# Луїс Мігель Домінгін
Луїс Мігель Гонсалес Лукас, відомий як Луїс Мігель Домінгін (ісп. Luis Miguel Dominguin; 9 листопада 1926, Мадрид — 8 травня 1996, Сан-Роке) — один з найвідоміших іспанських матадорів. Друг Пікассо, коханець відомих жінок, батько співака і актора Мігеля Босе. Знаменитим тореадором був також його батько Домінго Гонсалес, також відомий як Домінгуїн. Ось чому Луїс Мігель взяв той самий псевдонім. Його брати Пепе Домінгін і Домінго Домінгін також були задіяні в тавромахії. Свій перший публічний виступ на арені в Лісабоні він здійснив у віці 12 років. Офіційно виготовлений матадор 2 серпня 1944 року в Коруньї Домінго Ортега. Йому було трохи менше 21 року, коли він виступав разом з легендарним Манолете на арені в Лінаресі.
У серпні 1947 року бик Іслеро смертельно вдарив Манолете в стегно. Незабаром Домінгін прославився найбільшим іспанським матадором 1950-х  .